# Ko Takamoro
Ko Takamoro (japonsko 高師 康), japonski nogometaš, * 9. november 1907, Saitama, Japonska, † 26. marec 1995.
Za japonsko reprezentanco je odigral dve uradni tekmi.